# Union des Patriotes Congolais
Die Union des patriotes congolais (UPC) ist eine politische Partei und war eine bewaffnete Miliz in der Region von Ituri im Ostkongo. Sie wurde von Thomas Lubanga im Jahr 2000 gegründet. Der UPC gehörten vor allem Angehörige der Ethnie der Hema an. Die UPC rekrutierte Kindersoldaten, was ihr auch den Namen „Kinderarmee“ gab.
Im August 2002 übernahm die UPC die militärische Kontrolle in der Provinzstadt Bunia. Sie wurde dabei von Uganda und von Ruanda unterstützt.  Nach dem Rückzug der ugandischen Soldaten im Mai 2003, eskalierten die Kampfhandlungen in Bunia. Hunderte von Zivilisten wurden getötet, zehntausende von Menschen wurden vertrieben.  Der UN-Sicherheitsrat autorisierte im Juni 2003 eine Militärintervention. Frankreich stellte mit 1000 Soldaten das Hauptkontingent. Danach entspannte sich die Situation in Bunia. Lubanga reiste nach Kinshasa um über die künftige politische Rolle der UPC zu verhandeln. Im März 2005 wurde er verhaftet und ein Jahr später zum Internationalen Strafgerichtshof in Den Haag überführt. 
Heute existiert die UPC einzig als politische Partei, auch wenn einige ihrer ehemaligen militärischen Leader in anderen bewaffneten Milizen tätig sind.